# Костич, Филип
Фи́лип Ко́стич (серб. Филип Костић; род. 1 ноября 1992, Крагуевац, Югославия) — сербский футболист, полузащитник клуба «Ювентус» и сборной Сербии. Выступает на правах аренды за клуб «Фенербахче». Участник двух чемпионатов мира (2018 и 2022) и чемпионата Европы 2024.

## Клубная карьера
Костич — воспитанник клубов «Раднички» из своего родного города. В 2009 году в возрасте 17 лет он дебютировал за команду в чемпионат Сербии. 26 сентября 2010 года в матче против «Нови-Сад» Филип забил свой первый гол. По окончании сезона интерес к полузащитнику проявили «Црвена Звезда», бельгийский «Андерлехт», итальянский «Удинезе» и английский «Тоттенхэм Хотспур».
В 2012 году Костич перешёл в нидерландский «Гронинген». Сумма трансфера составила 1,3 млн евро. 21 октября в матче против «Херенвена» он дебютировал в Эредивизи. В первом сезоне Филип нечасто выходил на поле, но вскоре смог доказать свою состоятельность и завоевал место в основе. 20 октября 2013 года в поединке против ПСВ он забил свой первый гол. Во втором сезоне Костич забил 11 мячей и стал одним из лидеров клуба.
Летом 2014 года Филип перешёл в немецкий «Штутгарт», подписав контракт на пять лет. Сумма трансфера составила 5 млн евро. 24 августа в матче против мёнхенгладбахской «Боруссии» он дебютировал в немецкой Бундеслиге, заменив Александру Максима во втором тайме. 13 декабря в поединке против «Майнц 05» Костич забил свой первый гол за «Штутгарт». В начале 2016 года Филипом интересовались дортмундская «Боруссия» и «Ливерпуль», а летом «Валенсия» предлагала за него 12 млн евро. По итогам сезона «Штутгарт» вылетел из элиты и Костич покинул команду.
В июле 2016 года Филип подписал пятилетний контракт с «Гамбургом». Сумма трансфера составила 14 млн евро. 27 августа в матче против «Ингольштадт 04» он дебютировал за новый клуб. 20 ноября в поединке против «Хоффенхайма» Костич забил свой первый гол за «Гамбург».
Летом 2018 года Костич перешёл во франкфуртский «Айнтрахт». 25 августа в матче против «Фрайбурга» он дебютировал за новый клуб. 16 декабря в поединке против «Байер 04» Филип забил свой первый гол за «Айнтрахт». В розыгрыше Лиги Европы 2019/2020 против льежского «Стандарда» и австрийского «Ред Булл Зальцбурга» он забил два гола. В 2022 году Костич помог команде выиграть Лигу Европы забив голы в ворота испанских «Барселоны» и «Бетиса». 
Летом 2022 года Костич перешёл в итальянский «Ювентус», подписав контракт на 4 года. 15 августа в матче против «Сассуоло» он дебютировал в итальянской Серии A. 2 октября в поединке против «Болоньи» Филип забил свой первый гол за «Ювентус».
9 сентября 2024 года Костич подписал контракт с турецким клубом «Фенербахче» на первичный сезон в аренде.

## Международная карьера
7 июня 2015 года в товарищеском матче против сборной Азербайджана Костич дебютировал за сборную Сербии. 5 сентября 2016 года в отборочном матче чемпионата мира 2018 против сборной Ирландии Филип забил свой первый гол за национальную команду.
В 2018 году Костич принял участие в чемпионате мира в России. На турнире он сыграл в матчах против команд Коста-Рики, Швейцарии и Бразилии.
В 2022 году Костич во второй раз принял участие в чемпионате мира в Катаре. На турнире он сыграл в матчах против команд Камеруна и Швейцарии.

### Голы за сборную Сербии
| #  | Дата            | Место                        | Противник  | Результат | Счет | Соревнование                     |
| -- | --------------- | ---------------------------- | ---------- | --------- | ---- | -------------------------------- |
| 1. | 5 сентября 2016 | Райко Митич, Белград, Сербия | Ирландия   | 1:1       | 2:2  | Чемпионат мира 2018 квалификация |
| 2. | 6 октября 2016  | Зимбру, Кишинёв, Молдавия    | Молдавия   | 0:1       | 0:3  | Чемпионат мира 2018 квалификация |
| 3. | 27 марта 2021   | Райко Митич, Белград, Сербия | Португалия | 2:2       | 2:2  | Чемпионат мира 2022 квалификация |

## Достижения
Клубные
 «Айнтрахт»
- Победитель Лиги Европы УЕФА: 2021/22

 «Ювентус»
- Обладатель Кубка Италии: 2023/24